# The Helicopter Museum

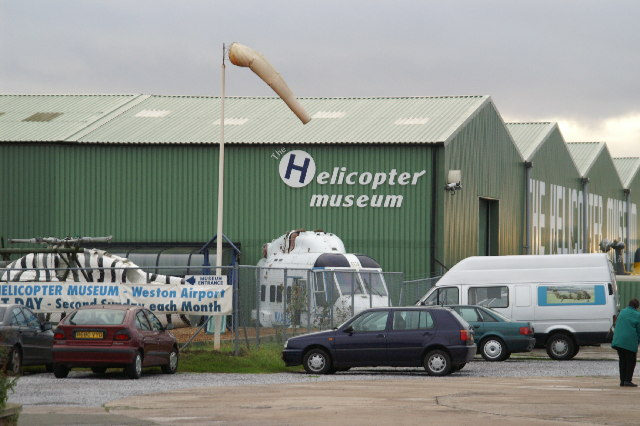
Budynki Muzeum

The Helicopter Museum – muzeum śmigłowców znajdujące się w Weston-super-Mare w hrabstwie Somerset w Anglii. Kolekcja składa się z ponad 80 maszyn.

## Historia
Muzeum jest dziełem pasjonata lotnictwa, pilota i historyka Elfana ap Reesa, który w 1958 roku zaczął tworzyć swoją prywatną kolekcję śmigłowców. Na początku były to dokumenty, zdjęcia i pamiątki związane ze śmigłowcami. Pierwszą w pełni kompletną maszynę, Rees zdobył w 1969 roku i był to Bristol Sycamore Mk. 3, pierwszy zaprojektowany w Wielkiej Brytanii śmigłowiec, który wszedł do służby w Royal Air Force. W 1974 roku do kolekcji trafił Bristol Belvedere, śmigłowiec był w bardzo złym stanie technicznym i Elfan ap Rees skrzyknął grupę entuzjastów, która zajęła się odremontowaniem Belvedere. W grudniu 1976 roku przybył Westland Whirlwind. W 1978 roku kolekcja została umieszczona na małym lotnisku w Weston-super-Mare i udostępniona publiczności. Na początku prezentowano dziewięć śmigłowców, z czasem kolekcja rozrastała się aby w dniu dzisiejszym prezentować ponad 80 maszyn. 3 listopada 1989 roku kolekcja Elfana ap Reesa została oficjalnie otwarta jako Muzeum przez członka brytyjskiej rodziny królewskiej, Andrzeja, księcia Yorku. W 1991 roku huragan uszkodził kilka śmigłowców eksponowanych na wolnym powietrzu, dzięki pracy grupy wolontariuszy wszystkie zostały naprawione i przywrócone do pierwotnego stanu. Jednym z eksponatów muzeum jest polski śmigłowiec PZL SM-2, jeden z dwóch prezentowanych poza granicami Polski, drugi znajduje się w muzeum lotnictwa w Pradze. W muzeum poza kompletnymi śmigłowcami, prezentuje się również części maszyn, które w całości nie dotrwały do czasów współczesnych. Z maszyny Fairey Rotodyne pokazywany jest jedynie fragment kadłuba z przekładnią główną oraz łopatami wirnika, które zachowały się do dzisiaj. Innym unikalnym eksponatem jest jedyny zachowany prototyp śmigłowca Westland Lynx, który został uratowany z poligonu straży pożarnej. W muzeum znajduje się również jedyny zachowany egzemplarz pasażerskiej wersji śmigłowca Aérospatiale Super Frelon. Poza działalnością muzealną The Helicopter Museum wydaje własny miesięcznik oraz organizuje zloty miłośników wiropłatów.